# Крикун, Григорий Тимофеевич

Могила Г. Крикуна на Байковом кладбище

Григорий Тимофеевич Крикун (12 августа 1906, Татаровка, Херсонская губерния — 28 мая 1971, Киев) — украинский советский режиссёр-документалист, член Союза кинематографистов Украины.

## Биография
Родился 12 августа 1906 года в деревне Татаровка (ныне Новоукраинский район Кировоградской области, Украина) в крестьянской семье.
В 1926 году окончил Киевский педагогический техникум, в 1934 году — режиссёрский факультет Киевского киноинститута, учился также в аспирантуре при нём. Был режиссёром-практикантом в фильме Александра Довженко «Иван».
В 1935—1940 и 1954—1959 годах работал на Киевской студии художественных фильмов, а в 1941—1951 годах, в том числе в годы войны в эвакуации киностудии в Ташкент, и с 1960 года — на Киевской студии научно-популярных фильмов.
На студии «Киевнаучфильм» поставил около 20 технико-пропагандистских и научно-популярных фильмов.
Преподавал на кинофакультете в Киевском театральном институте. Был награждён медалями.
Умер 28 мая 1971 года в Киеве. Похоронен на Байковом кладбище (участок № 21).

## Фильмография
научно-популярные
- «Диспетчерская централизация» (1941)
- «Сцепление вагонов» (1942)
- «Условия для вагонов» (1943)
- «Подготовка автомобиля к весеннему эксплуатации» (1945)
- «Больше товаров широкого потребления» (1947)
- «Стахановские методы в строительстве» (1947)
- «Полезащитные лесонасаждения» (1950)
- «Украинская ССР» (1951)

документальные ленты
- 1960 — «Амвросий Бучма»
- 1961 — «Электронный мастер»
- 1962 — «Автоматизация управления прокатными станами»
- 1962 — «Марко Кропивницкий»
- 1963 — «Золотые зёрна»
- 1964 — «Партия и народ»
- 1965 — «Игорь Савченко»

художественные фильмы:
- 1956 — «Над Черемошем»
- 1956 — «Девушка с маяка»
- 1958 — «Огненный мост» (в соавт. Михаилом Романовым)